# Maculinea gadmensis
Maculinea gadmensis är en fjärilsart som beskrevs av Beuret 1949. Maculinea gadmensis ingår i släktet Maculinea och familjen juvelvingar. Inga underarter finns listade i Catalogue of Life.